# Spilulu
Spilulu, ou DJ Spilulu, de son nom civil Mukadi Mbolela Guelord (né le 19 avril 1983 à Lubumbashi), anciennement connu sous le nom de G'Sparks, est un disc jockey congolais.

## Biographie
Spilulu naît le 19 avril 1983 à Lubumbashi, en République démocratique du Congo, et commence comme rappeur. En 2001, il s'est envolé pour Johannesbourg, en Afrique du Sud, pour des études. Il commence le DJing dans les discothèques de Melville. En 2009, Mzilikazi wa Afrika le signe chez le label Bomba Record. Spilulu figure dans l'album Tamanini de Mzilikazi wa Afrika. En 2011, sort sa première chanson Bakish,. En 2016, Spilulu s'aventure dans le cinéma et figure dans les films Mangeurs de cuivre (2016) et Machini (2019).

## Discographie

### Albums studio
- 2012 : Mukubwa
- 2013 : Tusha Mulewa (Offering Recordings)
- 2015 : Kifwebe (Arrecha Records)
- 2016 : Shonta Mu Mbingu (Offering Recordings)

### Singles et clips
- 2010 : Bakishi
- 2011 : Kimba Bwana (feat. Wasso)
- 2011 : Mukubwa
- 2011 : Sodat Aza Na Kati (feat. Dacosta)[8]
- 2012 : Wa Kanyana ft Mzee Wa Afrika
- 2012 : À malin, malin, et demi
- 2013 : Tusha Kulewa feat Ivo
- 2014 : Dilolo
- 2015 : Twende
- 2015 : Kifwebe Katshokwe
- 2015 : Washala Washala (feat. Ceda)
- 2015 : Babalaze
- 2015 : Tombosha Bantu
- 2016 : Mapi Mu Mashikiyo
- 2016 : Bass Apana
- 2016 : Iyi Mwaka (feat. H-Baraka & Karibiona)
- 2016 : Shonta Mu Mbingu (feat. Mustache[9])
- 2016 : Mapi Mu Mashikiyo (feat. DJ Alpha)
- 2016 : Cruisse De Poulet (feat. Manseba, Cynthia Banze)
- 2016 : Pasuka Nyama (feat. H Baraka & Karibiona)
- 2016 : Morenita (feat. Lina Rojas)
- 2016 : Kamindwa (feat. Cyclone Rouge)
- 2017 : Palado (feat. Ivo & Da Joker)
- 2017 : Ki Quartier Yetu (feat. Ted Smith)
- 2019 : Maboko Kaka Boye (feat. Boyoma)
- 2019 : Samarino (feat. Armme)
- 2019 : Wakanda (feat. Ivan Afro5)
- 2020 : Tindika Burin (feat. Bookson)

## Filmographie
- 2016 : Mangeurs de cuivre (documentaire) (directeur musical, jeu d'écran)
- 2019 : Machini (animation)  (directeur de musique)